# Rhizoprionodon longurio
El cazón bironche o cazón picudo del Pacífico (Rhizoprionodon longurio) es un tiburón de la familia Carcharhinidae, dentro del Orden de los Carcharhiniformes, que habita en las aguas del océano Pacífico oriental, desde el sur de California hasta Perú, incluyendo el Golfo de California, Isla Malpelo e Isla Cocos.
Es una especie costera, que vive sobre la plataforma continental, desde la superficie hasta al menos los 27 m de profundidad. Su talla máxima es de 110 cm de longitud total (LT), aunque probablemente alcance los 154 cm LT. Su hocico es largo y puntiagudo con apariencia semitraslúcida visto desde abajo; hendiduras nasales oblicuas; coloración gris o gris café en el dorso y costados, vientre blanco; presenta surcos labiales muy largos y el origen de la segunda aleta dorsal marcadamente detrás de la aleta anal.

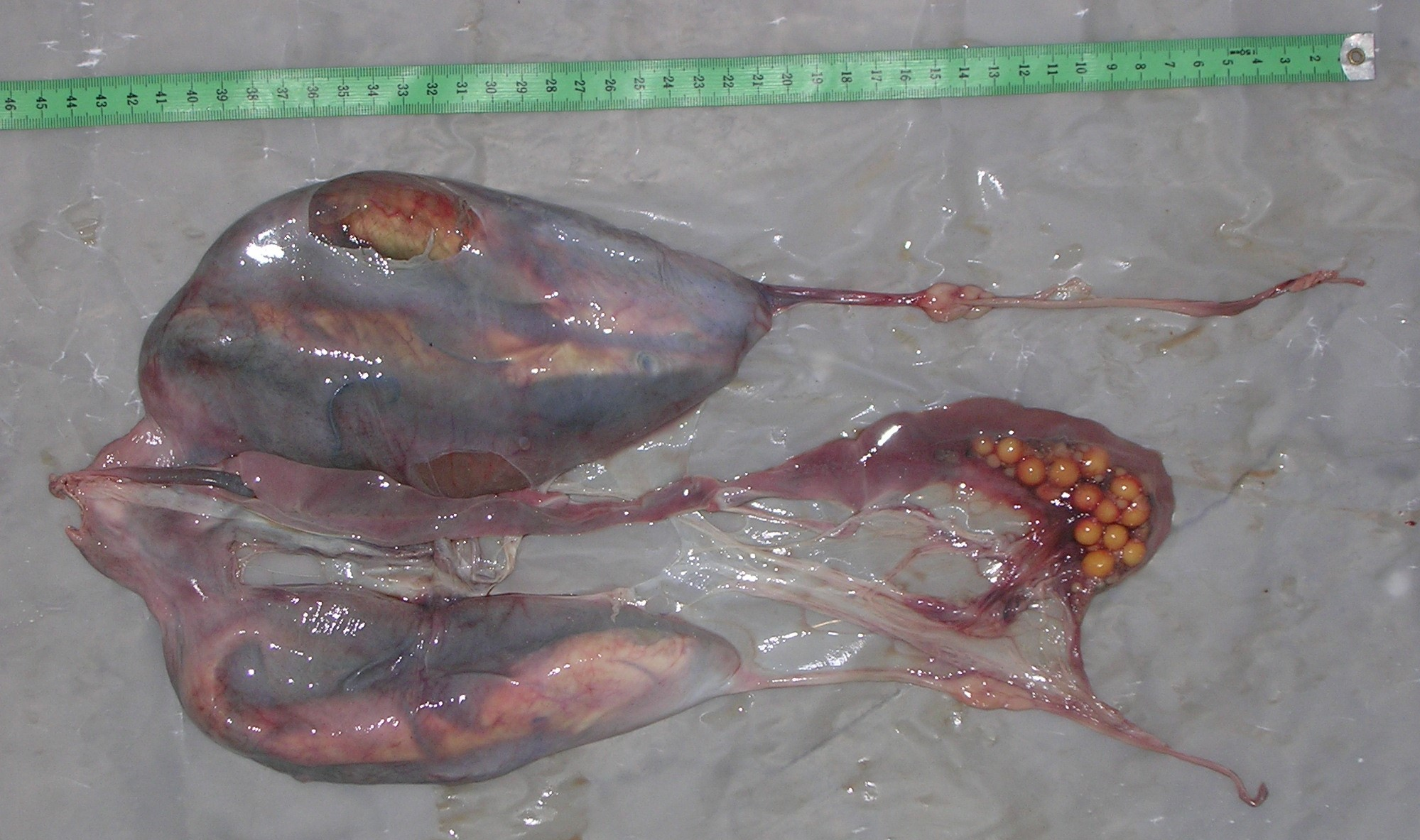
Biología reproductiva (Oocitos, oviductos, órgano epigonal, útero, glándula oviducal).

Es un tiburón vivíparo, con una fecundidad de 2 a 10 embriones, y un periodo de gestación de 11 a 12 meses. La talla de madurez para los machos es de 82 cm de LT y de 80 cm de LT para las hembras.